# Oisemont
Oisemont és un municipi francès situat al departament del Somme i a la regió dels Alts de França. L'any 2007 tenia 1.267 habitants.

## Demografia

### Població

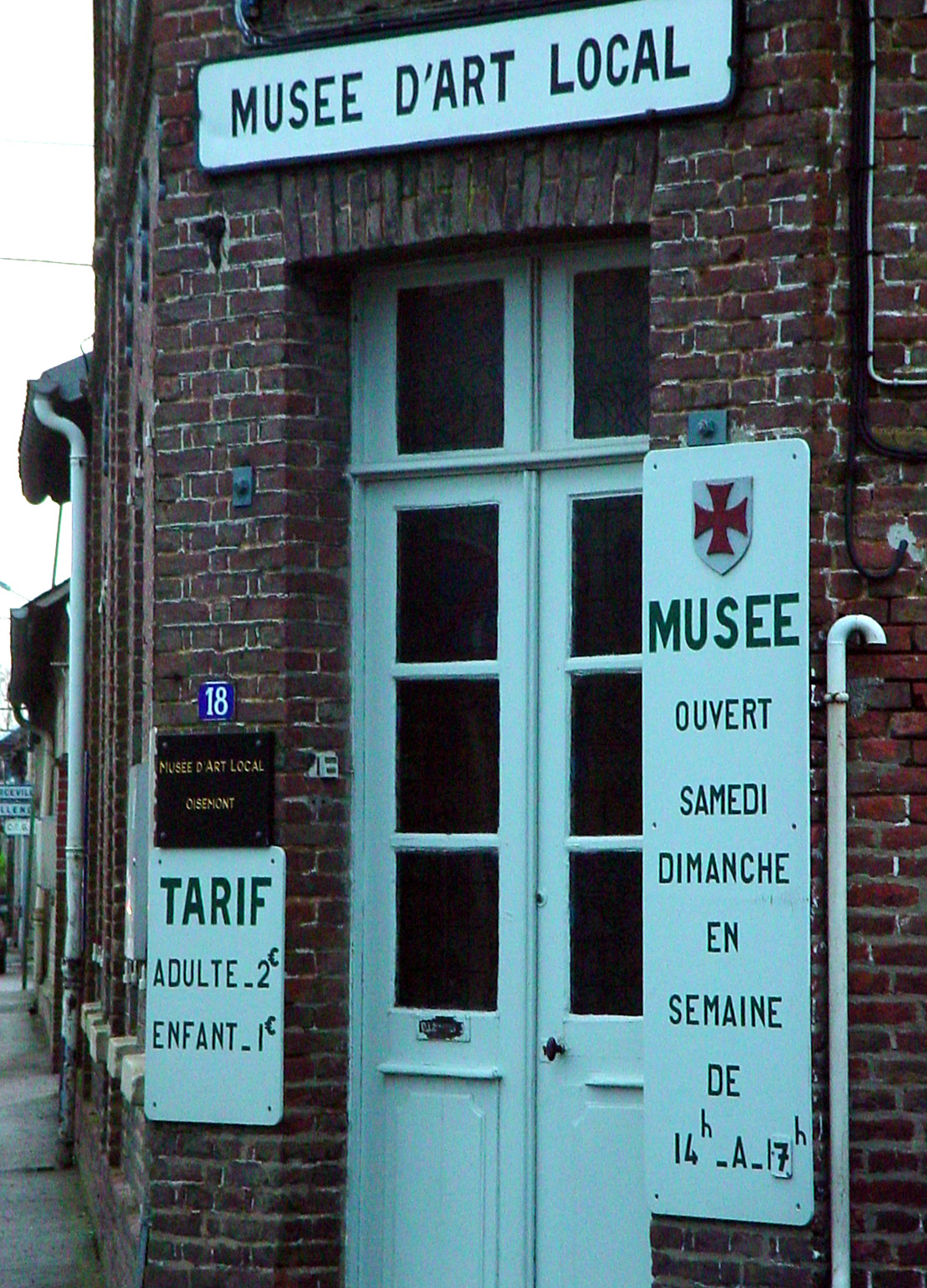

El 2007 la població de fet d'Oisemont era de 1.267 persones. Hi havia 472 famílies de les quals 116 eren unipersonals (48 homes vivint sols i 68 dones vivint soles), 148 parelles sense fills, 160 parelles amb fills i 48 famílies monoparentals amb fills.
La població ha evolucionat segons el següent gràfic:
Habitants censats

### Habitatges

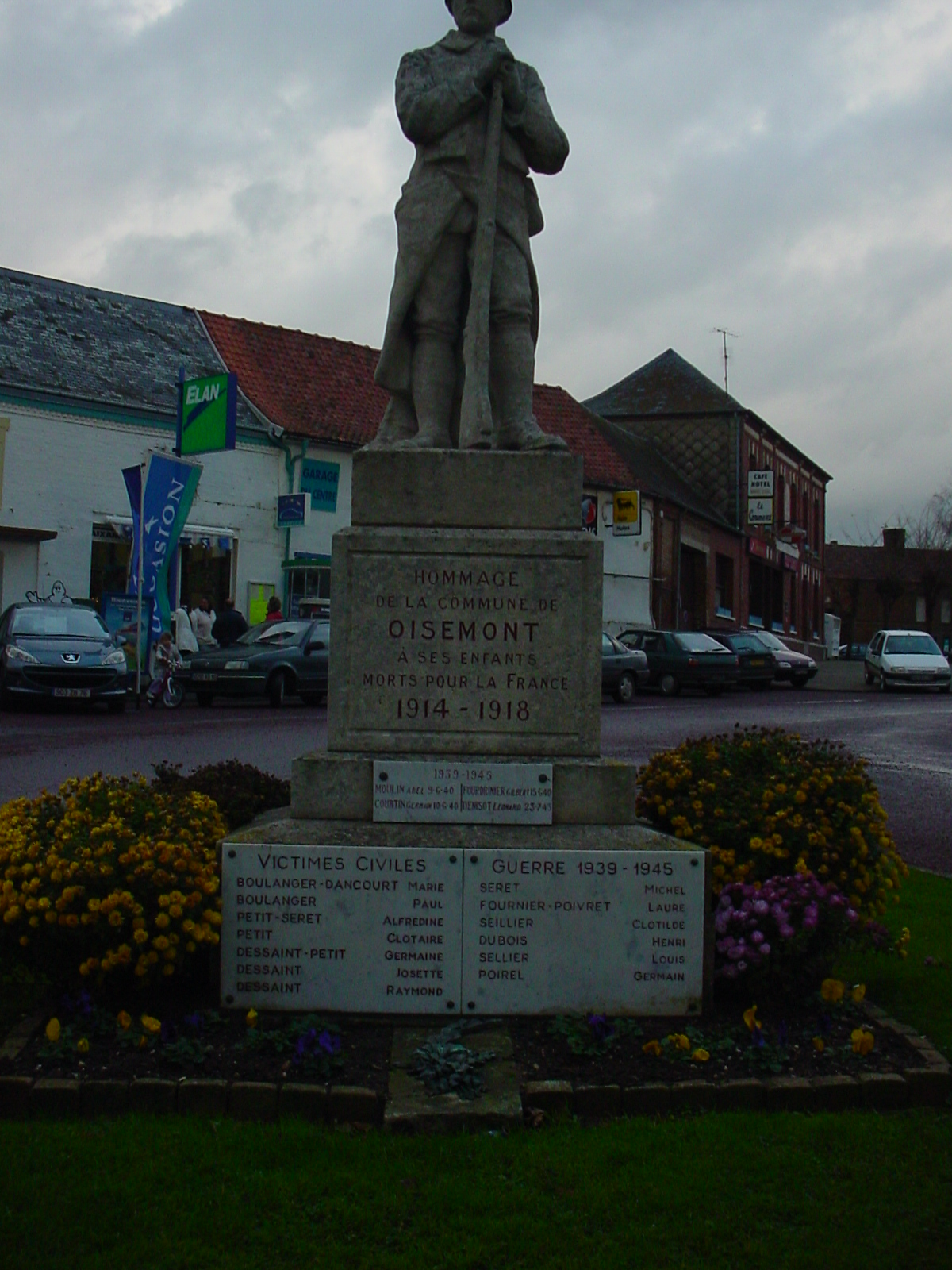

El 2007 hi havia 541 habitatges, 481 eren l'habitatge principal de la família, 18 eren segones residències i 42 estaven desocupats. 507 eren cases i 27 eren apartaments. Dels 481 habitatges principals, 271 estaven ocupats pels seus propietaris, 194 estaven llogats i ocupats pels llogaters i 16 estaven cedits a títol gratuït; 3 tenien una cambra, 17 en tenien dues, 82 en tenien tres, 126 en tenien quatre i 253 en tenien cinc o més. 329 habitatges disposaven pel capbaix d'una plaça de pàrquing. A 242 habitatges hi havia un automòbil i a 156 n'hi havia dos o més.

### Piràmide de població
La piràmide de població per edats i sexe el 2009 era:
| Homes | Edats   | Dones |
| ----- | ------- | ----- |
| 9     | 95 o +  | 4     |
| 4     | 90 a 94 | 17    |
| 0     | 85 a 89 | 14    |
| 11    | 80 a 84 | 3     |
| 27    | 75 a 79 | 33    |
| 21    | 70 a 74 | 28    |
| 30    | 65 a 69 | 26    |
| 38    | 60 a 64 | 25    |
| 24    | 55 a 59 | 36    |
| 48    | 50 a 54 | 34    |
| 52    | 45 a 49 | 44    |
| 47    | 40 a 44 | 50    |
| 35    | 35 a 39 | 56    |
| 29    | 30 a 34 | 19    |
| 46    | 25 a 29 | 41    |
| 39    | 20 a 24 | 42    |
| 50    | 15 a 19 | 61    |
| 41    | 10 a 14 | 38    |
| 38    | 5 a 9   | 23    |
| 21    | 0 a 4   | 25    |

## Economia

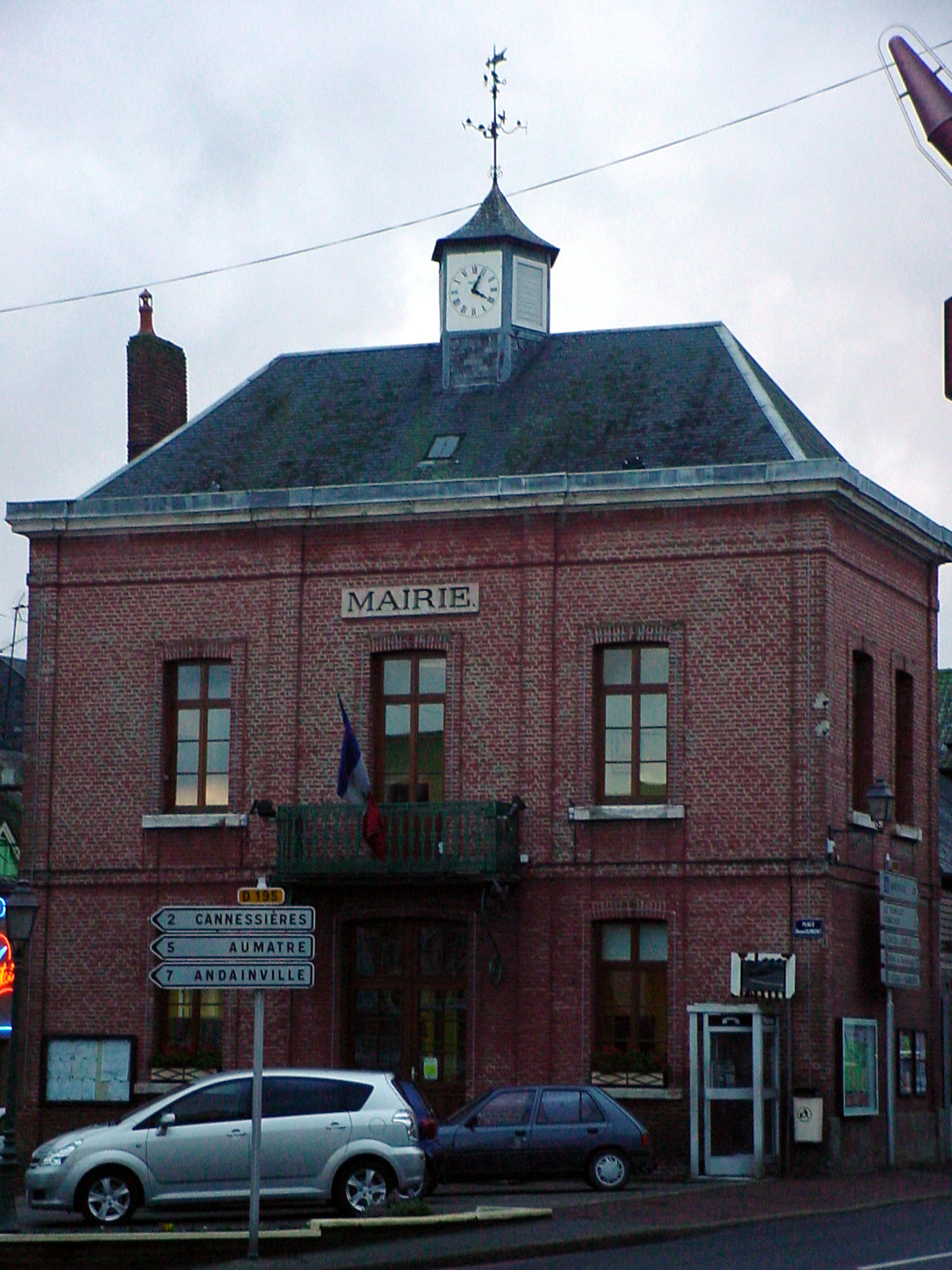

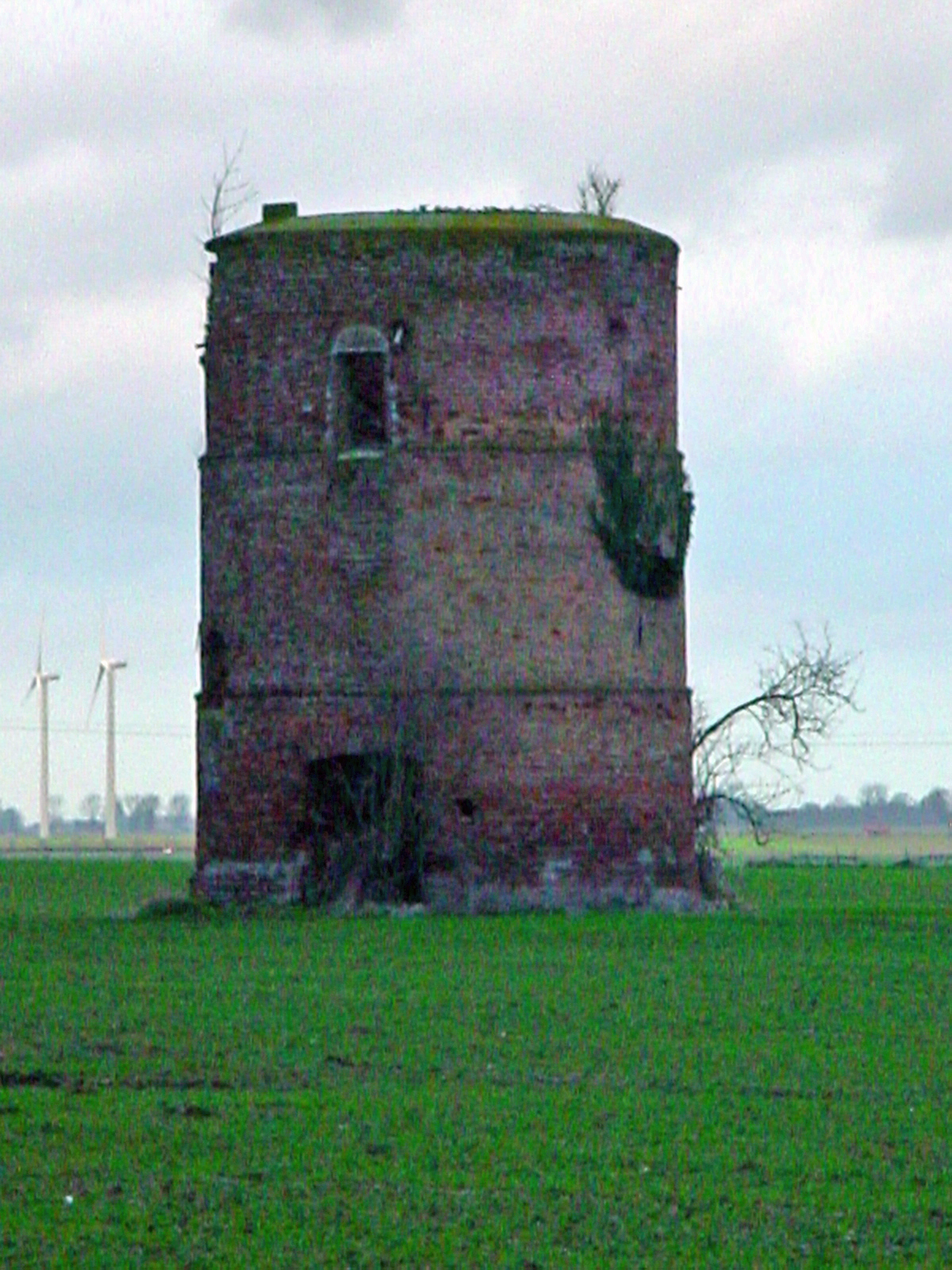

El 2007 la població en edat de treballar era de 785 persones, 560 eren actives i 225 eren inactives. De les 560 persones actives 484 estaven ocupades (270 homes i 214 dones) i 76 estaven aturades (32 homes i 44 dones). De les 225 persones inactives 52 estaven jubilades, 68 estaven estudiant i 105 estaven classificades com a «altres inactius».

### Ingressos
El 2009 a Oisemont hi havia 476 unitats fiscals que integraven 1.177 persones, la mediana anual d'ingressos fiscals per persona era de 15.441 €.

### Activitats econòmiques
Dels 86 establiments que hi havia el 2007, 1 era d'una empresa extractiva, 1 d'una empresa alimentària, 1 d'una empresa de fabricació d'altres productes industrials, 10 d'empreses de construcció, 26 d'empreses de comerç i reparació d'automòbils, 3 d'empreses de transport, 7 d'empreses d'hostatgeria i restauració, 7 d'empreses financeres, 4 d'empreses immobiliàries, 6 d'empreses de serveis, 16 d'entitats de l'administració pública i 4 d'empreses classificades com a «altres activitats de serveis».
Dels 36 establiments de servei als particulars que hi havia el 2009, 1 era una oficina d'administració d'Hisenda pública, 1 gendarmeria, 1 oficina de correu, 3 oficines bancàries, 1 funerària, 5 tallers de reparació d'automòbils i de material agrícola, 1 taller d'inspecció tècnica de vehicles, 3 autoescoles, 3 paletes, 1 guixaire pintor, 2 fusteries, 1 lampisteria, 1 electricista, 2 perruqueries, 2 veterinaris, 5 restaurants, 2 agències immobiliàries i 1 saló de bellesa.
Dels 15 establiments comercials que hi havia el 2009, 2 eren supermercats, 1 una botiga de més de 120 m², 2 fleques, 2 carnisseries, 3 llibreries, 1 una llibreria, 1 una botiga de roba, 1 una botiga d'equipament de la llar, 1 una botiga de material de revestiment de parets i terra i 1 una perfumeria.
L'any 2000 a Oisemont hi havia 17 explotacions agrícoles que ocupaven un total de 530 hectàrees.

## Equipaments sanitaris i escolars

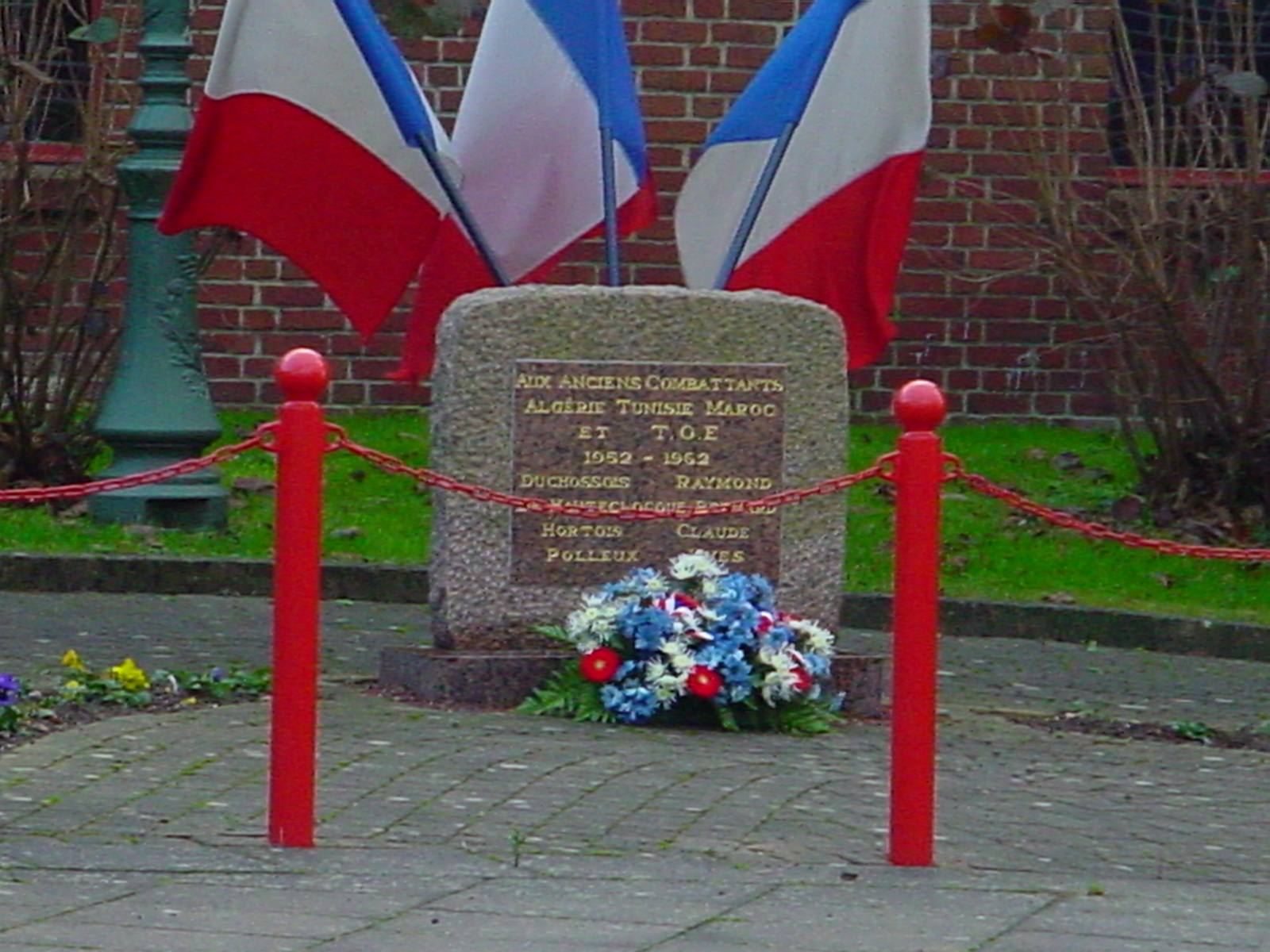

El 2009 hi havia 1 farmàcia i 1 ambulància.
El 2009 hi havia 2 escoles elementals. Oisemont disposava d'un col·legi d'educació secundària amb 252 alumnes.

## Poblacions més properes
El següent diagrama mostra les poblacions més properes.